# Čenkov
Čenkov este o arie protejată (arie specială de conservare — SAC, sit de importanță comunitară — SCI) din Slovacia întinsă pe o suprafață de 79,24 ha, integral pe uscat.

## Localizare
Centrul sitului Čenkov este situat la coordonatele 47°46′33″N 18°31′40″E / 47.775826°N 18.527832°E.

## Înființare
Situl Čenkov a fost declarat sit de importanță comunitară în aprilie 2004 pentru a proteja 2 specii de plante și 2 specii de animale. Situl a fost protejat și ca arie specială de conservare în martie 2004.

## Biodiversitate
Situată în ecoregiunea panonică, aria protejată conține 4 habitate naturale: Tufărișuri panonice ale dunelor de nisip continentale (Junipero-Populetum albae), Pajiști calcaroase din nisipuri xerice, Păduri stepice euro-siberiene cu Quercus spp., Stepe panonice nisipoase.
La baza desemnării sitului se află mai multe specii protejate:
- plante (2): Colchicum arenarium, Iris humilis subsp. arenaria
- amfibieni (1): buhai de baltă cu burta roșie (Bombina bombina)
- nevertebrate (1): croitorul mare al stejarului (Cerambyx cerdo)

Pe lângă speciile protejate, pe teritoriul sitului au mai fost identificate 2 specii de mamifere, 1 specie de reptile.